# C.A.F. Thomsen
Christian Albert Frederich Thomsen (født 31. maj 1827 i København, død 28. juni 1896 på Frederiksberg) var en dansk officer, politiker og embedsmand.

## Uddannelse
Han var søn af justitiarius Andreas Peter Thomsen. Han blev student 1844 og tog året efter filosofikum, hvorefter han begyndte det teologiske studium, men meldte sig i 1848 som frivillig i Treårskrigen, ansattes som underofficer ved centralskolen og blev allerede i juli sekondløjtnant i krigsreserven som ansat ved 1. forstærkningsbataljon. Med 2. forstærkningsbataljon deltog han i felttoget 1849, idet han var med ved Ullerup og Kolding og deltog i Fredericias forsvar, hvorefter han udnævntes til sekondløjtnant i linjen med aldersorden fra året forud. Den påfølgende våbenhvile benyttede han til at forberede sig til Den kongelige militære Højskole, hvis adgangseksamen han bestod i foråret 1850; men om sommeren rykkede han atter med sin gamle bataljon i felten og deltog i slaget ved Isted og i kampen ved Stenten Mølle. Kort efter ansattes han som ordonnansofficer hos general Christian de Meza og forblev i denne stilling til krigens slutning for derpå at vende tilbage til Højskolen, hvorfra han i 1855 afgik som generalstabsaspirant. Året efter forfremmedes han til premierløjtnant og i 1858 til kaptajn af generalstaben og beordredes samme år til tjeneste ved 3. Generalkommando i anledning af forbundsinspektionen, men gjorde for øvrigt tjeneste ved den topografiske afdeling indtil 1860, da han blev ansat i Krigsministeriet under direktionen for kommandoen. Han blev straks sekretær for armeens forbundssager, fik ordre til at udgive samtlige det holsten-lauenborgske kontingent vedrørende konventioner og blev i 1863 afsendt som 2. befuldmægtiget til militærkonferencen i Hannover, medens han var enebefuldmægtiget ved afslutningen af en konvention i Hamborg samme år. Året forinden havde han under troppesamlingen ved Danevirke været attacheret de fremmede officerer, og i 1863 attacheredes han den inspicerende forbundsgeneral. Samme efterår afgik han fra Krigsministeriet og blev stabschef hos generalinspektøren for infanteriet, men ansattes ved årets slutning som souschef ved 1. armédivision, hvorfra han få dage senere overgik til 4. division som souschef hos generalløjtnant Cai Ditlev Hegermann-Lindencrone. Han deltog således i Danevirkes forsvar, i kampen ved Vejle og i divisionens operationer i Nørrejylland; ved det i begyndelsen af maj oprettede nørrejyske armékorps ansattes han som stabschef.

## Krigsminister og folketingsmand
Da krigsminister C.C. Lundbye kort efter afløstes af oberstløjtnant C.E. Reich, kaldte denne imidlertid Thomsen tilbage til Krigsministeriet som fungerende direktør for armeens personel, hvad han virkelig blev i december 1864 samtidig med at forfremmes til major. Han udfoldede nu en stor virksomhed, i det han med betydelige evner forbandt megen arbejdsomhed og omhyggelighed, og allerede i 1865 benådedes han med Kommandørkorset af Dannebrog af 2. grad, hvis 1. grad han erholdt i 1869. Han udøvede en meget væsentlig indflydelse ved gennemførelsen af Hærloven af 1867, der gjorde ham til oberst, medens han i 1868 blev direktør for hele Krigsministeriet. Hans betydelige administrative evner kunne nu ret gøre sig gældende, og på grund af hans indgående kendskab til dette departement blev han formand i den kommission, som i 1872 nedsattes for at forberede Hærlovens revision. Da han var godt kendt med medlemmer af Rigsdagen, hvilke satte pris på hans behagelige og smidige optræden under forskellige forhandlinger, var det naturligt, at han 23. december samme år afløste general Wolfgang Haffner som krigs- og marineminister. Allerede i januar 1873 fremsatte han i Folketinget forslag til landets, specielt Københavns, befæstning, og kort efter (marts) gjorde et suppleringsvalg ham til folketingsmand for Frederiksborg Amts 1. kreds, hvilken kreds han hævdede lige til sin død.
Skønt Thomsen personligt var vellidt i Folketinget og optrådte fuldt ud parlamentarisk, idet han endnu samme år (1. maj) trådte tilbage som marineminister, fordi bevillingen til et forlangt panserskib blev ham nægtet, lykkedes det ham dog ikke at få sit befæstningsforslag fremmet; Folketinget stillede sig absolut afvisende mod tanken om Københavns Befæstning, og Landstinget gav den ikke sin støtte. Dertil kom, at man var misfornøjet med flere af de skete udnævnelser og med de lige over for garnisonsbyerne trufne foranstaltninger, tilmed da man havde ventet ikke ringe medgørlighed fra den unge ministers side. Da ministeriet Holstein-Holsteinborg 14. juli 1874 trak sig tilbage, gik Thomsen derfor ikke over i det nye kabinet Fonnesbech, men udnævntes til general uden for nummer og helligede sig nu mere den politiske virksomhed. Af Højrepartiet, som under Christian Rimestad 1873 var dannet ved sammenslutning af nationalliberale og Mellempartiet, blev han et fremtrædende medlem.

## Politisk virke og direktør for Landbohøjskolen
I 1875 udgav han Et Par Ord til Overvejelse angaaende landets Forsvarsvæsen, hvori han bestemt hævdede, at hvis Danmark atter blev indviklet i krig, ville kampen gælde dets overlevelse, hvorfor det var aldeles nødvendigt, at der anlagdes befæstninger ved København og andetsteds, samt at Flåden udvikledes, Hæren omordnedes osv., hvilket ville kræve en sum af 70 mio. kr. Befæstningssagen, der mere og mere tilspidsede sig til en konstitutionel kamp, lykkedes det ham ikke at gennemføre, men i 1880 bidrog han væsentlig til, at en ny hærlov, der afveg en hel del fra den af krigsminister W.F.L. Kauffmann forelagte, kom i stand, hvorved hans anseelse voksede betydelig. Han blev 1882 benådet med Storkorset af Dannebrog, 1883 medlem af Højres repræsentantskab og året efter, da Rimestad ikke opnåede genvalg, formand for Folketingets Højre. Som sådan udfoldede han et stort talent til at lede andre, så vel inden for sit parti som udad, når han optrådte som ordfører, i det han ikke alene talte godt, om end lidt tungt og salvelsesfuldt, men tillige var nøje inde i det, han talte om. I 1884 udnævntes han til direktør for Den Kongelige Veterinær- og Landbohøjskole, og ved siden af al denne virksomhed var han desuden fra 1876 mangeårig formand for Dansk Røde Kors, 1887 medlem af Jernbanerådet samt fra 1889 en af direktørerne for Det Classenske Fideikommis.
Det tiår, 1884-1894, hvori C.A.F. Thomsen fungerede som direktør for Den Kongelige Veterinær- og Landbohøjskole, hører til de mest betydningsfulde i denne institutions liv. Efter at forskellige indre administrative forhold var omordnede, ledede Thomsen med stor dygtighed de langvarige forhandlinger, som gennem en kommissionsbetænkning af 1887 førte til lov af 12. april 1892, anselige udvidelser ved nybygning, ombygning og anskaffelse af samlingsgenstande, stærk forøgelse af lærerpersonalet, forbedring af dets lønninger og de øvrige vilkår for dets arbejde, udvidelse af forsøgsvirksomheden, gennemgribende reform af undervisnings- og eksamensplanen; en række yngre lærere afløste det slægtled, der fortrinsvis havde fulgt Højskolen fra dens oprettelse i 1858. Thomsens politiske indflydelse kom på mange måder højskolen til gode, men medførte også, at han måtte fratræde stillingen som direktør, inden ombygningen og undervisningsreformen var fuldført.

## Krigsminister for anden gang
Under provisorietiden holdt han sig noget tilbage, men støttede dog ministeriet Estrup loyalt under gennemførelsen af Københavns Befæstning. Da forligstanken opstod, trådte han derimod mere i forgrunden. I marts 1893 tilrådede han bestemt, at den tilvejebragte overenskomst skulle antages af regeringen, og da dette ikke skete, optog han i løbet af sommeren forhandlingerne med folketingsmand Frede Bojsen. I den derpå følgende rigsdagssamling lagde han så hele sin indflydelse og kraft i vægtskålen for at bringe et forlig i stand, og under virksomt samråd med krigsminister J.J. Bahnson, hele regeringen og Bojsen udarbejdede han derpå et tillæg til Hærloven, hvis endelige vedtagelse i april 1894 kompletterede fæstningsarbejdet og muliggjorde dets godkendelse.
Ved det på forliget følgende ministerskifte 7. august 1894 blev Thomsen, som i 1890 var udnævnt til generalløjtnant à la suite, atter krigsminister, hvad der var et heldigt valg, da han som den erfarne politiker og med sit nøje kendskab til personer og forhold bedre end nogen anden kunne styre hærvæsenet efter provisorietiden, hvad der også gav sig udtryk i ret tilfredsstillende ekstraordinære bevillinger. Det viste sig dog snart, at hans helbred lod en del tilbage at ønske; i begyndelsen af 1896 søgte han en længere orlov, som han benyttede til en rejse i udlandet, men da ingen bedring indtrådte, erholdt han 25. april ifølge ansøgning sin afsked, hvorefter han hensov 28. juni samme år.
14. november 1856 var han blevet gift med Thora Michelle Voss, datter af professor, dr.med. Christian Louis Voss i København. Ægteskabet forblev barnløst.
Han er begravet på Assistens Kirkegård. Han er gengivet i marmorbuste af Johannes Hoffmann 1902. Litografi af I.W. Tegner 1887. Træsnit 1873 og 1894.